# Perpezac-le-Blanc
Pour les articles homonymes, voir Le Blanc.
Perpezac-le-Blanc est une commune française située dans le département de la Corrèze, en région Nouvelle-Aquitaine.

## Géographie

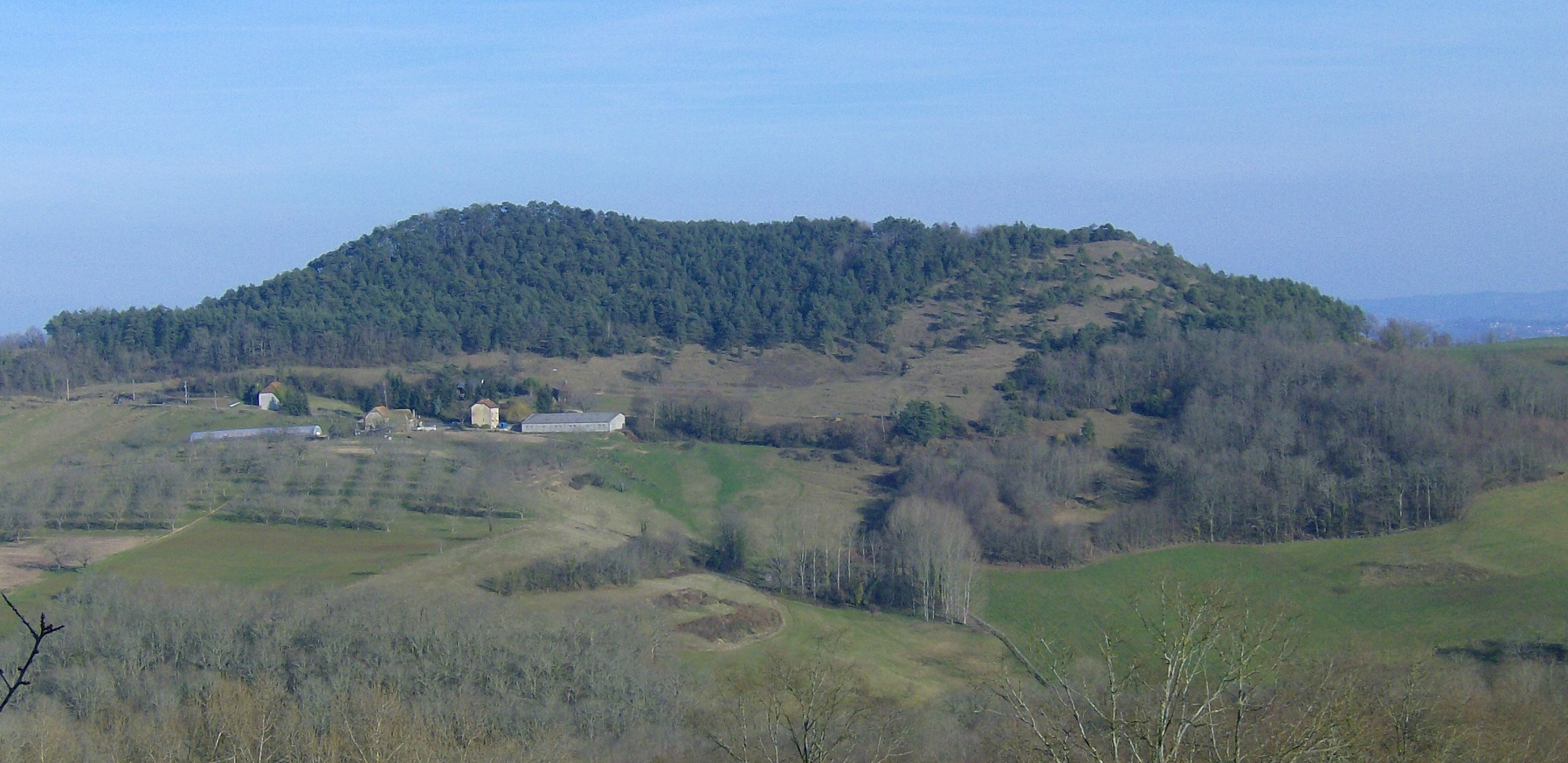
La butte de Pampelonne au nord-est de la commune.

Perpezac-le-Blanc est une commune située à l'extrême ouest du département de la Corrèze, à 5 km du département de la Dordogne. Le bourg est situé sur un éperon rocheux, lui donnant son caractère "perché" de village de col. Perpezac-le-Blanc est situé sur les contreforts du Massif central : cela explique sa particularité géologique ; en effet, les parties les plus élevées  de la commune sont coiffées d'une « calotte » calcaire sur un terrain, partout constitué de grès ; ce sont des buttes-témoins présentant une flore et une faune très particulière.
La commune est arrosée par la Logne qui prend sa source au nord du territoire communal.

### Communes limitrophes
Perpezac-le-Blanc est limitrophe de six autres communes.
|          | Ayen              | Saint-Cyprien, Saint-Aulaire |
| Louignac | Perpezac-le-Blanc | Yssandon                     |
|          | Brignac-la-Plaine |                              |

### Villages, hameaux et lieux-dits
Outre le bourg de Perpezac-le-Blanc proprement dit, la commune se compose d'autres villages ou hameaux, ainsi que de lieux-dits :
A
- Allogne-Boucherie
- Allogne-Pomarel

B
- Bagnaud
- Berquedioude
- le Bois Noir
- las Boufilias

C
- la Cabanne
- Cafoulès
- Cataudier
- les Chalardes
- Chalivas
- la Chalucie
- le Chambon
- Champagnac
- Chantelaube
- Chassagnas
- Chastagnol
- Château du Puy
- chez Lamy
- chez Toury
- la Chinsonnerie
- Combe de Brive
- la Contie

F
- Falerne
- les Fonts
- les Fosses
- Frabet
- le Fraysse

G, H
- la Garenne
- la Guillermie
- l'Hermitanie

J, L
- les Jendelles
- Lacombe
- Léveillé
- Leyvinie
- Lons

M, N
- Marqueix
- la Martinie
- Noger

P
- Pauliac
- la Peyrède
- la Picarderie
- aux Plays
- Pompadouyres
- Prémorel
- les Puys

R
- la Raymonderie
- les Regats
- Reilier

S, T
- les Soucats
- le Treuil
- les Tuillières

V
- le Vasset
- Veyssex

### Climat
Pour des articles plus généraux, voir Climat de la Nouvelle-Aquitaine et Climat de la Corrèze.
Historiquement, la commune est exposée à un climat océanique aquitain.  
En 2020, Météo-France publie une typologie des climats de la France métropolitaine dans laquelle la commune est exposée à un climat océanique altéré et est dans la région climatique  Ouest et nord-ouest du Massif Central, caractérisée par une pluviométrie annuelle de 900 à 1 500 mm, maximale en automne et en hiver.
Pour la période 1971-2000, la température annuelle moyenne est de 12,1 °C, avec  une amplitude thermique annuelle de 14,8 °C. Le cumul annuel moyen de précipitations est de 1 058 mm, avec 12,9 jours de précipitations en janvier et 7,2 jours en juillet. Pour la période 1991-2020, la température moyenne annuelle observée sur la station météorologique la plus proche, située sur la commune de Voutezac à 11 km à vol d'oiseau, est de 12,2 °C et le cumul annuel moyen de précipitations est de 1 014,2 mm,. Pour l'avenir, les paramètres climatiques de la commune estimés pour 2050 selon différents scénarios d’émission de gaz à effet de serre sont consultables sur un site dédié publié par Météo-France en novembre 2022.

## Urbanisme

### Typologie
Au 1er janvier 2024, Perpezac-le-Blanc est catégorisée commune rurale à habitat très dispersé, selon la nouvelle grille communale de densité à 7 niveaux définie par l'Insee en 2022.
Elle est située hors unité urbaine. Par ailleurs la commune fait partie de l'aire d'attraction de Brive-la-Gaillarde, dont elle est une commune de la couronne,. Cette aire, qui regroupe 80 communes, est catégorisée dans les aires de 50 000 à moins de 200 000 habitants,.

### Occupation des sols
L'occupation des sols de la commune, telle qu'elle ressort de la base de données européenne d’occupation biophysique des sols Corine Land Cover (CLC), est marquée par l'importance des territoires agricoles (67,9 % en 2018), une proportion sensiblement équivalente à celle de 1990 (67,5 %). La répartition détaillée en 2018 est la suivante : 
prairies (37,7 %), forêts (32,1 %), zones agricoles hétérogènes (28,6 %), terres arables (1,6 %).
L'évolution de l’occupation des sols de la commune et de ses infrastructures peut être observée sur les différentes représentations cartographiques du territoire : la carte de Cassini (XVIIIe siècle), la carte d'état-major (1820-1866) et les cartes ou photos aériennes de l'IGN pour la période actuelle (1950 à aujourd'hui).

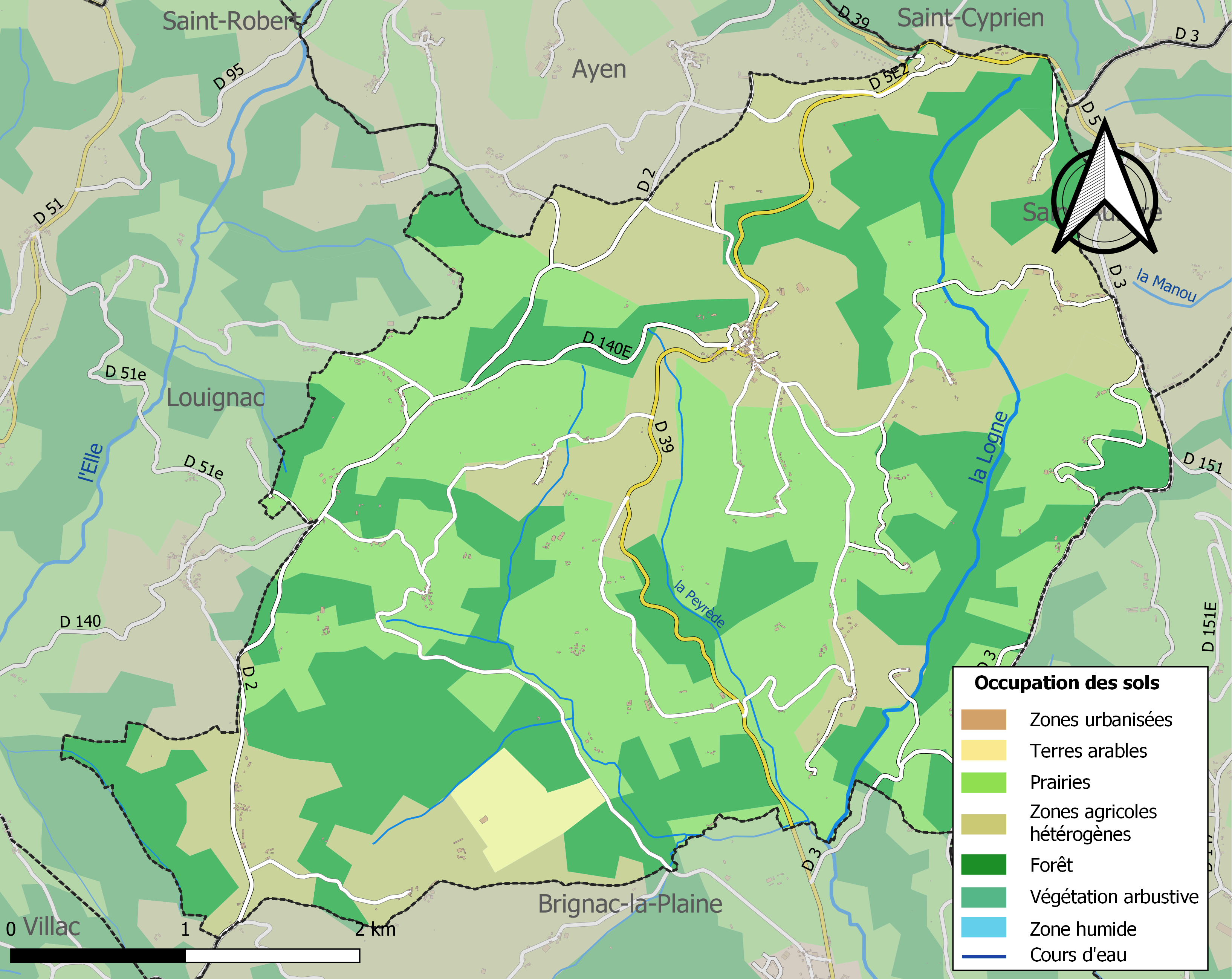
Carte des infrastructures et de l'occupation des sols de la commune en 2018 (CLC).

### Risques majeurs
Le territoire de la commune de Perpezac-le-Blanc est vulnérable à différents aléas naturels : météorologiques (tempête, orage, neige, grand froid, canicule ou sécheresse), feux de forêts, mouvements de terrains et séisme (sismicité très faible). Il est également exposé à un risque particulier : le risque de radon. Un site publié par le BRGM permet d'évaluer simplement et rapidement les risques d'un bien localisé soit par son adresse soit par le numéro de sa parcelle.

#### Risques naturels

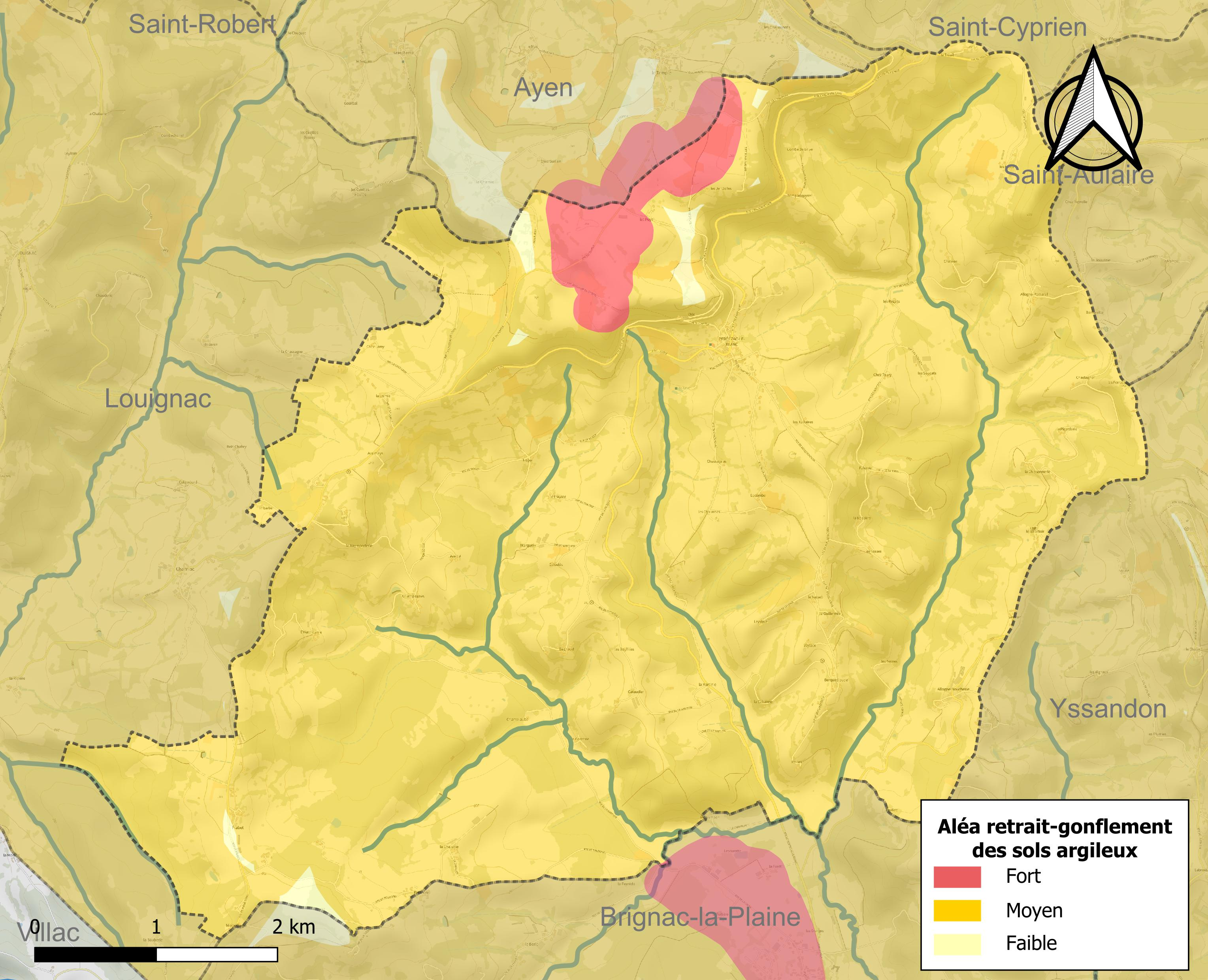
Carte des zones d'aléa retrait-gonflement des sols argileux de Perpezac-le-Blanc.

La commune est vulnérable au risque de mouvements de terrains constitué principalement du retrait-gonflement des sols argileux. Cet aléa est susceptible d'engendrer des dommages importants aux bâtiments en cas d’alternance de périodes de sécheresse et de pluie. 99,2 % de la superficie communale est en aléa moyen ou fort (26,8 % au niveau départemental et 48,5 % au niveau national). Sur les 294 bâtiments dénombrés sur la commune en 2019,  294 sont en aléa moyen ou fort, soit 100 %, à comparer aux 36 % au niveau départemental et 54 % au niveau national. Une cartographie de l'exposition du territoire national au retrait gonflement des sols argileux est disponible sur le site du BRGM,.
Concernant les feux de forêt, aucun plan de prévention des risques incendie de forêt (PPRIF) n’a été établi en Corrèze, néanmoins le code de l’urbanisme impose la prise en compte des risques dans les documents d’urbanisme. Le périmètre des servitudes d'utilité publique et des zones d'obligation légale de débroussaillement pour les particuliers est quant à lui défini pour la commune dans une carte dédiée. 

#### Risque particulier
Dans plusieurs parties du territoire national, le radon, accumulé dans certains logements ou autres locaux, peut constituer une source significative d’exposition de la population aux rayonnements ionisants. Certaines communes du département sont concernées par le risque radon à un niveau plus ou moins élevé. Selon la classification de 2018, la commune de Perpezac-le-Blanc est classée en zone 3, à savoir zone à potentiel radon significatif. 

## Toponymie

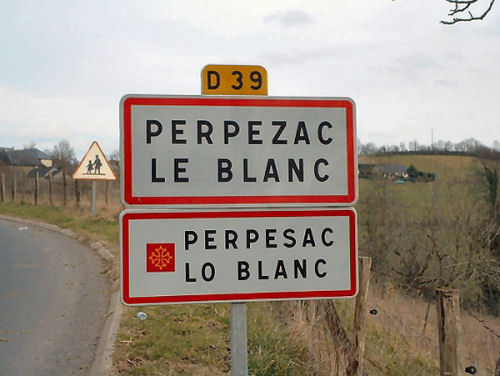
Panneau d'entrée bilingue français-occitan à Perpezac-le-Blanc.

Perpezac-le-Blanc apparaît sous la forme de Perpeziacus en 872. Nom masculin latin Perpetus ou Perpetuus. Le qualificatif « blanc »tirerait son sens « d'un pays plus découvert, d'un sol plus blanc (calcaire ou grès bigarré, au lieu de granit) et d'une situation comme d'une culture plus méridionales et plus ensoleillées ».
En occitan, la commune se nomme Perpesac lo Blanc.

## Histoire
Avant le phylloxéra, Perpezac fut comme beaucoup de communes du canton d'Ayen un lieu de production viticole de qualité, cette production n'a cessé de diminuer pour n'être aujourd'hui qu'anecdotique.
Plantations de vigne :
1842 : 350 ha ; 1915 : 76 ha ; 1929 : 52 ha ; 1979 : 17 ha.

## Politique et administration

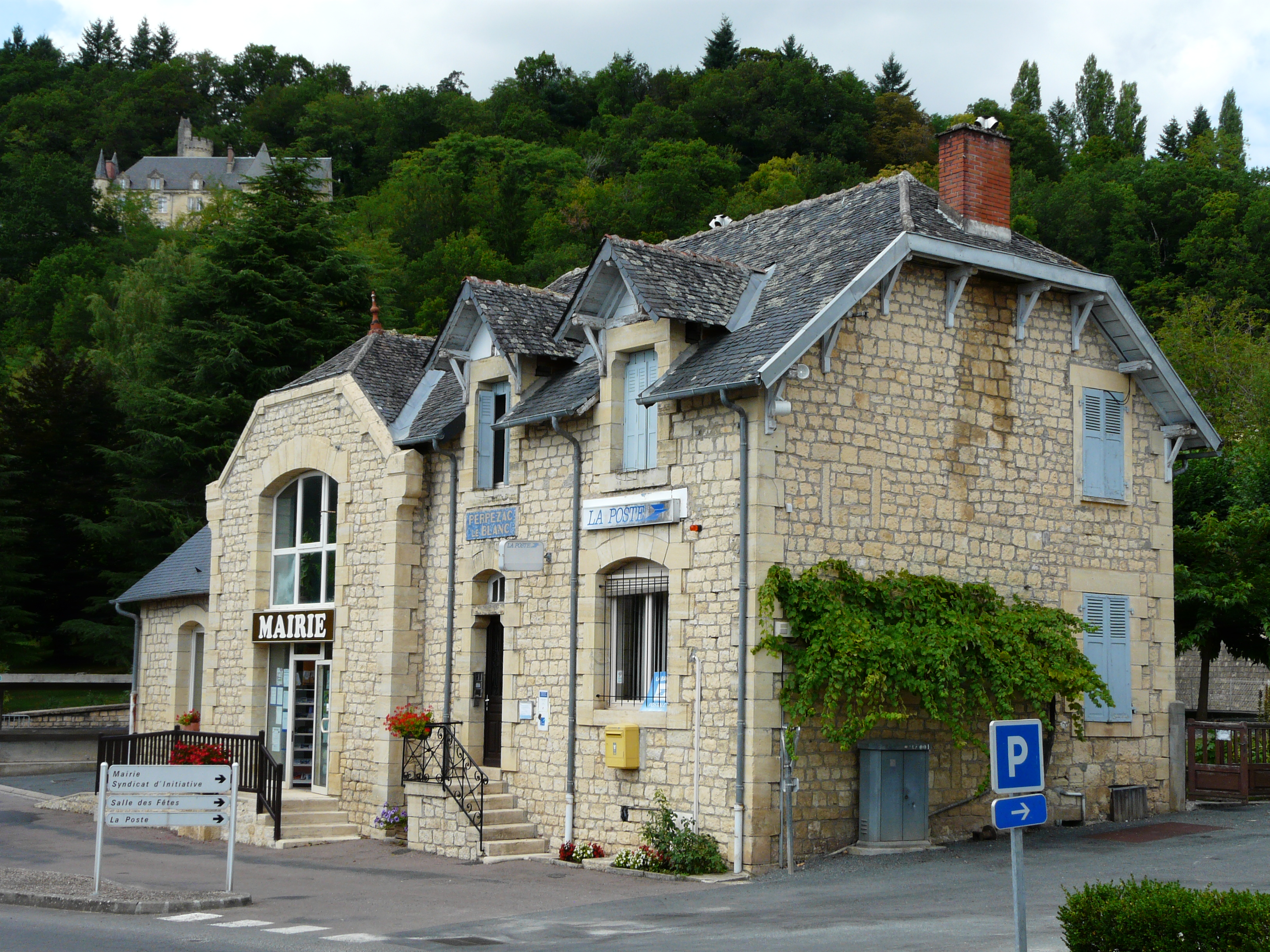
La mairie et le bureau de poste.

| Période | Période | Identité                   | Étiquette | Qualité                            |
| ------- | ------- | -------------------------- | --------- | ---------------------------------- |
| 1792    | 1797    | Jean Genier                |           |                                    |
| 1799    | 1800    | Jean Roland                |           |                                    |
| 1800    | 1807    | Jean Genier                |           |                                    |
| 1807    | 1815    | Jean-Baptiste Delord       |           |                                    |
| 1815    | 1826    | Jean Mazin                 |           |                                    |
| 1826    | 1830    | Pierre Denoix              |           |                                    |
| 1830    | 1848    | Arnaud Froidefond          |           |                                    |
| 1848    | 1852    | Gérald Godefroy Mazin      |           |                                    |
| 1852    | 1866    | Pierre Auguste Floucaud    |           |                                    |
| 1866    | 1867    | Jean-Baptiste Froidefond   |           | Adjoint faisant fonctions de maire |
| 1867    | 1874    | Jean Auguste Mazin         |           |                                    |
| 1874    | 1876    | Pierre Louis René Floucaud |           |                                    |
| 1876    | 1892    | Jean Auguste Mazin         |           |                                    |
| 1892    | 1940    | Jean Séverin Laurier       |           | Conseiller général                 |
| 1940    | 1945    | Émile Genier               |           | Adjoint faisant fonctions de maire |

| Période | Période  | Identité                    | Étiquette | Qualité      |
| ------- | -------- | --------------------------- | --------- | ------------ |
| 1945    | 1959     | Joseph Durantie             |           |              |
| 1959    | 1977     | Antoine Cepas (dit Léon)    |           |              |
| 1977    | 1989     | Antoine Chapon (dit Robert) |           |              |
| 1989    | 2008     | Henri Roche                 |           |              |
| 2008    | 2014     | Maurice Bonnet              |           |              |
| 2014    | En cours | Sandrine Labrousse          |           | Agricultrice |

## Population et société

### Démographie
L'évolution du nombre d'habitants est connue à travers les recensements de la population effectués dans la commune depuis 1793. Pour les communes de moins de 10 000 habitants, une enquête de recensement portant sur toute la population est réalisée tous les cinq ans, les populations de référence des années intermédiaires étant quant à elles estimées par interpolation ou extrapolation. Pour la commune, le premier recensement exhaustif entrant dans le cadre du nouveau dispositif a été réalisé en 2006.

En 2022, la commune comptait 431 habitants, en évolution de −8,1 % par rapport à 2016 (Corrèze : −0,59 %, France hors Mayotte : +2,11 %).
| 1793 | 1800 | 1806 | 1821 | 1831  | 1836 | 1841  | 1846  | 1851 |
| ---- | ---- | ---- | ---- | ----- | ---- | ----- | ----- | ---- |
| 844  | 825  | 846  | 857  | 1 019 | 986  | 1 021 | 1 000 | 982  |

| 1856 | 1861 | 1866 | 1872  | 1876 | 1881 | 1886 | 1891 | 1896 |
| ---- | ---- | ---- | ----- | ---- | ---- | ---- | ---- | ---- |
| 945  | 998  | 969  | 1 007 | 991  | 974  | 995  | 926  | 915  |

| 1901 | 1906 | 1911 | 1921 | 1926 | 1931 | 1936 | 1946 | 1954 |
| ---- | ---- | ---- | ---- | ---- | ---- | ---- | ---- | ---- |
| 907  | 896  | 908  | 752  | 723  | 683  | 716  | 713  | 642  |

| 1962 | 1968 | 1975 | 1982 | 1990 | 1999 | 2006 | 2011 | 2016 |
| ---- | ---- | ---- | ---- | ---- | ---- | ---- | ---- | ---- |
| 606  | 536  | 437  | 424  | 404  | 405  | 446  | 473  | 469  |

| 2021 | 2022 | - | - | - | - | - | - | - |
| ---- | ---- | - | - | - | - | - | - | - |
| 442  | 431  | - | - | - | - | - | - | - |

### Les associations de la commune
- Le comité des fêtes.
- La société de chasse.
- La joie de Vivre (Angel Ballarini).
- Les Amis de Perpezac : son objet est de promouvoir le village de Perpezac-le-Blanc par la mise en valeur de son patrimoine naturel, par l'organisation de manifestations à caractère pédagogique, culturel, ou artistique et par la création de sentiers d'interprétation dans une logique de développement durable.
- Le foyer culturel.
- La pétanque.
- Lire à Perpezac : l'association a pour but de promouvoir la lecture en milieu rural et d'organiser une fête du livre avec la participation d'écrivains.
- Le Festival du plateau.
- Les parents d'élèves.
- Les baladins du Puy, groupe folklorique.

## Économie
- Restaurant, boulangerie, café-tabac, brocante antiquités et coutellerie.

## Culture locale et patrimoine

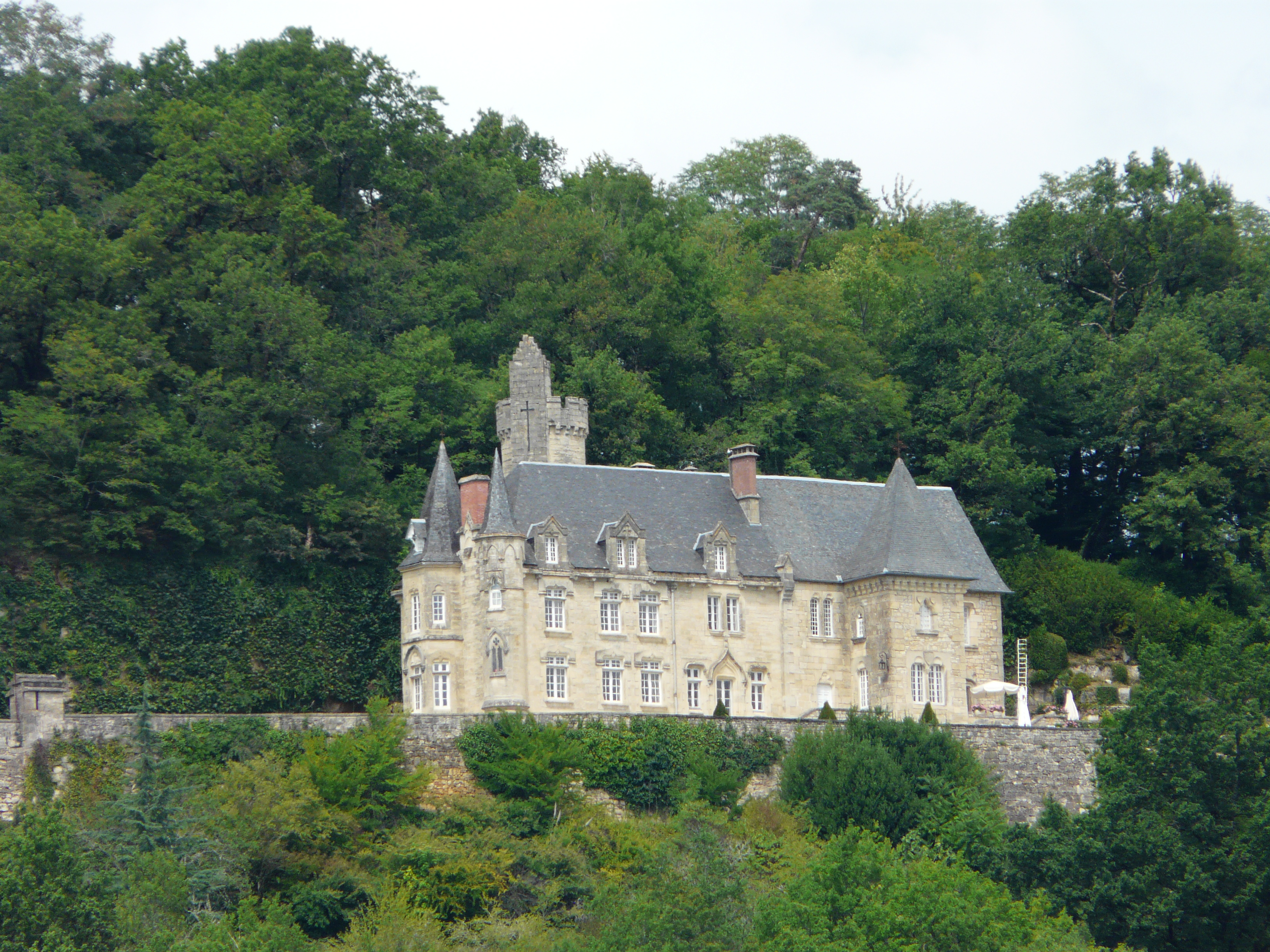
Le château du Puy.

### Lieux et monuments
- Château du Puy : de style Louis XIII, blotti à flanc de colline et dominant le bourg. Entièrement refait au cours du XIXe siècle par sa propriétaire.
- Église de la Transfiguration-de-Notre-Seigneur : église romane classée du XIIe siècle avec, sous le clocher-mur à quatre baies, une coupole octogonale supportée par des pilastres à pleines colonnes géminées. C'est un édifice caractéristique du type des églises rurales cisterciennes du bas Limousin[27]. Restaurée en 1497, Retable datant du règne de Louis XIV. Tableau « l'Ange du Sacrifice », daté de fin XIXe - début XXe siècle selon la base de données Palissy du ministère de la Culture[28]. La plus grosse cloche de l'église, qui pèse 1 300 kg, a été fondue en 1550, et s'appelle « Marie-Thérèse » ; elle porte l'inscription Lado Deum verum, plebum voco, congrego cerum, Defunctos ploro, pestem fugo, festa decor qui signifie : « Je loue le vrai Dieu, j'appelle le peuple, je réunis le clergé, je pleure les morts, je chasse la peste, je relève les solennités » (source : Jean-Baptiste Poulbrière). L'édifice a été classé au titre des monuments historique en 1925[29].
- Château du Bois Noir : demeure construite en 1860 ; appartenait en 1900 au colonel Guerhard.
- Château du Cluzeau : propriété de la famille De Bar au XVIe siècle, rasé par arrêté du 6 février 1667 (source : Jean-Baptiste Poulbrière).
- l'Observatoire de l'association astronomique du Limousin (aujourd'hui fermé).
- le gouffre d'Anémone, découvert en 1979, et qui doit son nom à la vache qui y est tombée.
- La carrière de fer (dite « Mine de fer »).
- Le lavoir et la source du Cluzel.
- Puits des Arnadiers, repaire de la « Bérane », animal imaginaire qui, selon la tradition orale, attirait dans les puits les enfants qui s'en approchaient imprudemment.
- Plusieurs anciens fours à chaux : celui du Treuil, dont on peut voir les vestiges fort bien entretenus en se rendant à Perpezac par la D 5e . Ce four construit en 1871 par Victor Lapeyre a fonctionné jusqu'à l’arrêt de la ligne de chemin de fer en 1931 (?) (le train étant nécessaire pour l’acheminement du charbon). Il fut exploité par les familles Estival, Pécoud puis Perruchon et employa jusqu'à quatre salariés. Ce four a permis la construction de nombreux édifices de la région dont les viaducs de Vignols. Il y eut sur la commune un autre four à chaux au bourg (sur la route de Caves) appartenant à la comtesse de Saint-Marsault et ayant servi à la construction du château et de quelques maisons du bourg (source : EM I.E.O lemosin).
- Le sentier de la Mine : ouvert en 2008, ce sentier part du centre du village (la première borne d'information se trouve en face de l'église). Il s'agit d'un sentier botanique, géologique et historique : rythmé par sept bornes d'information, il propose de découvrir la flore locale, les particularités géologiques de la région, et un peu de son histoire.

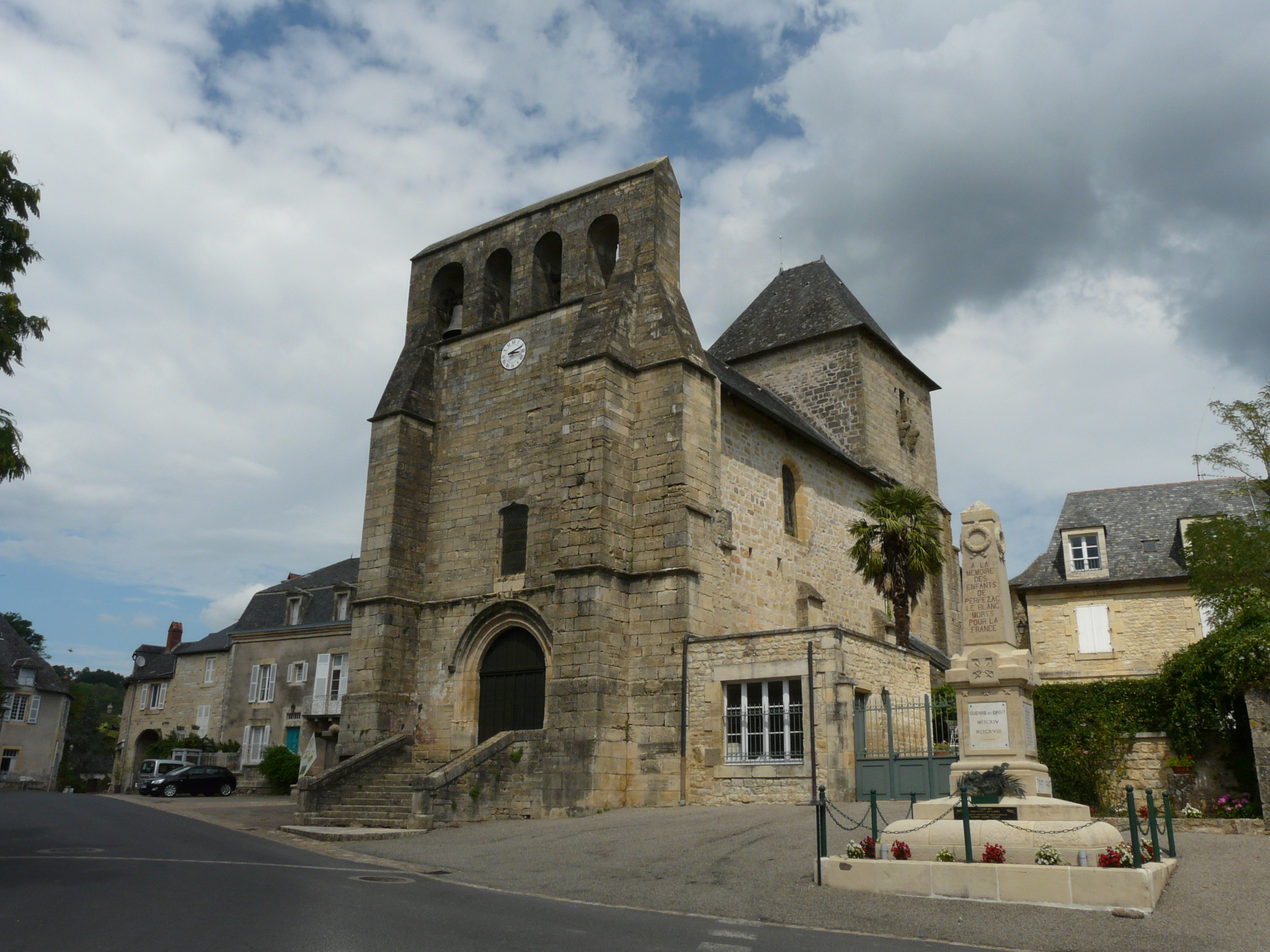
L'église.
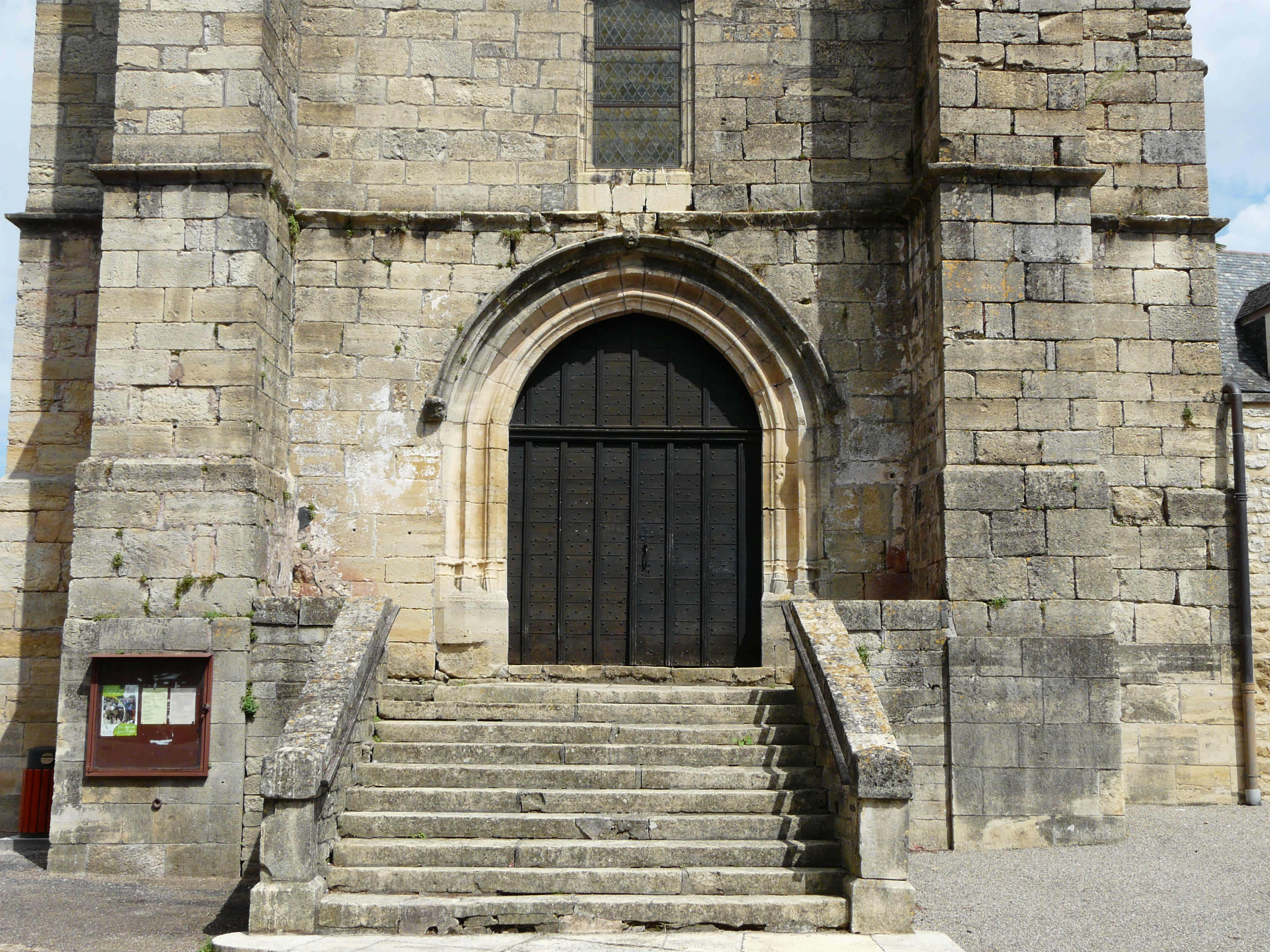
Son portail.
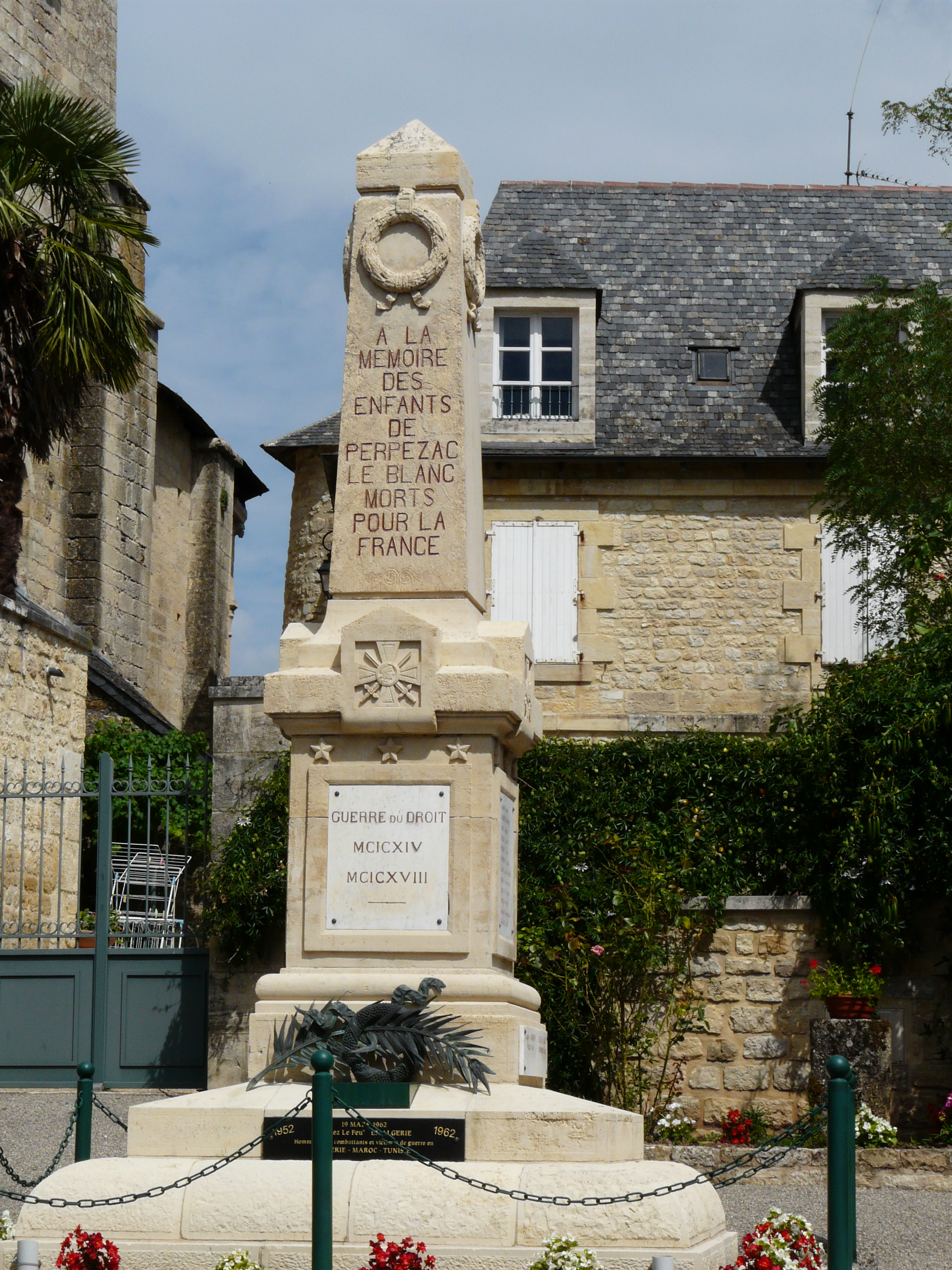
Le monument aux morts.

### Personnalités liées à la commune
- Gaston Leinekugel Le Cocq (1867-1965), concepteur de ponts et industriel en Corrèze, est décédé sur la commune.

- Jean Séverin Laurier : né à Perpezac-le-Blanc le 12 février 1859[30],[31]. Il fut avoué à Brive. Maire de Perpezac-le-Blanc, il fut conseiller général. La petite histoire dit qu'il a été président du conseil général de la Corrèze malgré lui, pendant deux heures, pour permettre à Henri Queuille de se présenter. Il fut notamment vice-président du conseil général de la Corrèze, président de la commission des finances du conseil général, et administrateur des hospices de Brive. La commune lui doit un projet d'adduction d'eau qui amène en 1926 l'eau potable aux bornes fontaines du bourg. En 1927, il fait don à la commune de la fontaine abreuvoir qu'il fit construire sur la place principale[32].
- Atelier de l'artiste Reg Algorn.
- Atelier du sculpteur et poète Lucien Boudy, lauréat du grand prix international de poésie lors des francophonies de 2003.
- L'écrivain Claude Michelet s'est inspiré de Perpezac-le-Blanc pour le « Saint-Libéral » de sa saga, Des grives aux loups.

### Héraldique
| Blason de Perpezac-le-Blanc | Blason  | D'argent au lion de gueules couronné de même. |
| Blason de Perpezac-le-Blanc | Détails | le blason de la commune reproduit les armoiries de la famille des Blanc des Olmières, qui occupa le château du même nom dès 1560, au bourg.[réf. nécessaire] Le statut officiel du blason reste à déterminer. |

### Cinéma
La série télévisée Des grives aux loups de Philippe Monnier a été tournée en partie dans la commune en 1984.

### Musique
Le clip vidéo de la chanson À nos souvenirs du groupe Trois Cafés gourmands a été tourné en partie dans le bourg du village en 2017[réf. nécessaire].